# François Rigail de Lastours
Jacques Marie François Rigail de Lastours (Montauban, 26 de mayo de 1855- Madiville, 15 de junio de 1885), fue un ingeniero de minas y explorador francés.

## Biografía
Graduado en 1879 de la Escuela de Minas de París, viajó a Mozambique como ingeniero civil para participar en una expedición minera. En junio de 1881 exploró el valle de Chiré, luego remontó el Zambeze hasta Tété y en octubre recorrió las Tierras Altas de Manica, una cadena montañosa en la frontera entre Zimbabue y Mozambique. Visitó también varios yacimientos importantes de oro y carbón. 
Al regresar a París en 1882, Pierre Savorgnan de Brazza lo contrató para su expedición al África Occidental. Fue enviado como vanguardia a Libreville para organizar el paso de la misión. Se convirtió en jefe del puesto de Madiville en el río Ogüé, el más importante del actual Gabón. Fundó varios puestos, incluido uno entre los apindjis, y llegó en 1883 hasta el lugar de Lékoni, en el alto Ogúé.
En 1884,  Lastours visitó la ciudad de Franceville  y remontó el río Congo hasta Brazzaville, estudiando varios pueblos gaboneses, como los fangs. A finales de ese año, transportó el barco a motor que debía navegar por el río Alima, afluente del Congo. En 1885, Brazza le confió la misión de explorar el norte de Gabón hasta el Benue, afluente del Níger, e incluso intentar llegar al Chad, para ampliar la zona de influencia francesa. Lastours no pudo hacerlo, ya que murió de fiebres en Madiville en junio de se año.
La ciudad gabonesa de Madiville se llama actualmente Lastoursville en su honor.